# Aamsveen
Het Aamsveen is een hoogveengebied op de Nederlands-Duitse grens aan de westzijde van een lage stuwwal ten zuiden van Enschede, in de Nederlandse provincie Overijssel en de Duitse deelstaat Noordrijn-Westfalen.
Het Nederlandse gedeelte wordt sinds 1967 beheerd door het Landschap Overijssel en is 175 hectare groot. Hiervan bestaat zestig hectare uit heide met plassen en moerassen, veertig hectare is gras en ruim vijftig hectare is hoge opslag. De beheerder streeft naar herstel van de vorming van hoogveen.
Het Duitse gedeelte is ruim 700 hectare groot en bestaat uit drie delen: het Alstätter Venn, het Eper Venn en het Graeser Venn.

## Beschermd gebied
Drie kerngebieden genieten sinds 1983 de status van natuurgebied (Duits: Naturschutzgebiet): het Amtsvenn (133 ha), het Hündfelder Moor (184 ha) en het kleinere Graeser Venn.
Het gebied is opgenomen in de lijst van Habitatrichtlijngebieden van de Europese Unie (Natura 2000-gebied).

## Herkomst naam
De naam is waarschijnlijk terug te voeren op de Oudgermaanse stam ama, hetgeen zoveel als waterloop betekent, of anders op ambt, waar men van ambtswege veen mocht steken. De Duitse naam is Amtsvenn.

## Flora en Fauna
De flora en fauna van het Aamsveen zijn kenmerkend voor een veengebied; zo komen er o.a. zonnedauw en de bosorchis voor.

Tot de fauna behoren onder andere de zomertaling, de wintertaling, de roodborsttapuit, de blauwborst, het porseleinhoen en de nachtzwaluw.

## Milieurampen
- Op vrijdag 3 juni 2011 brak aan beide zijden van de grens een veenbrand uit. Een brand in het veen is een geheel andere dan andere branden, want veen brandt veelal ondergronds. Bij grote droogte verspreidt het vuur zich onder de oppervlakte. Daarnaast is het gebied van het Aamsveen moeilijk bereikbaar voor brandweerwagens. Een helikopter van de vliegbasis Deelen hielp blussen met bluswater uit zandwinning het Rutbekerveld. In totaal ging meer dan 100 hectare natuurgebied in vlammen op, waarvan iets meer dan 30 hectare op Duits grondgebied.

- Onder het Duitse gedeelte van het reservaat wordt keukenzout gewonnen; de na deze winning lege zoutkoepels dienen voor opslag van aardolie en aardgas. Ook een deel van de Nederlandse aardgasreserve wordt hier bewaard. In april 2014 deed zich hier een lekkage in een ondergrondse oliepijpleiding voor, waarbij 53.000 liter aardolie aan het oppervlak kwam en grote milieuschade veroorzaakte; zie verder: Epe (Westfalen).

## Afbeeldingen

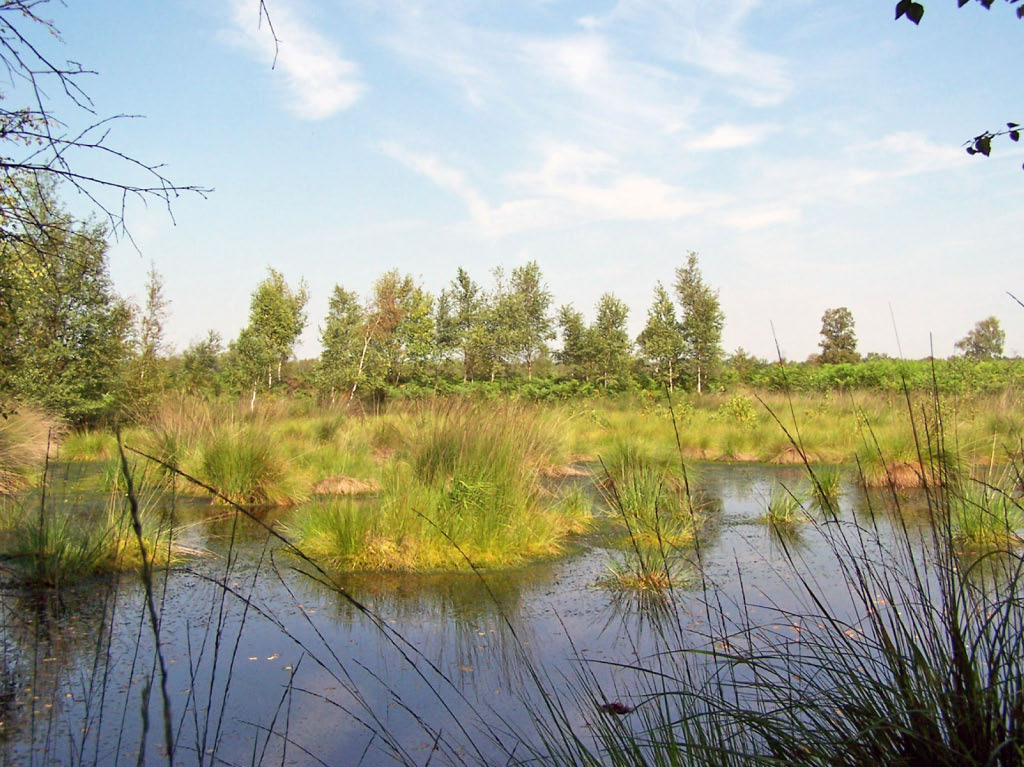
Aamsveen vanaf het pad tussen de grenspalen bekeken
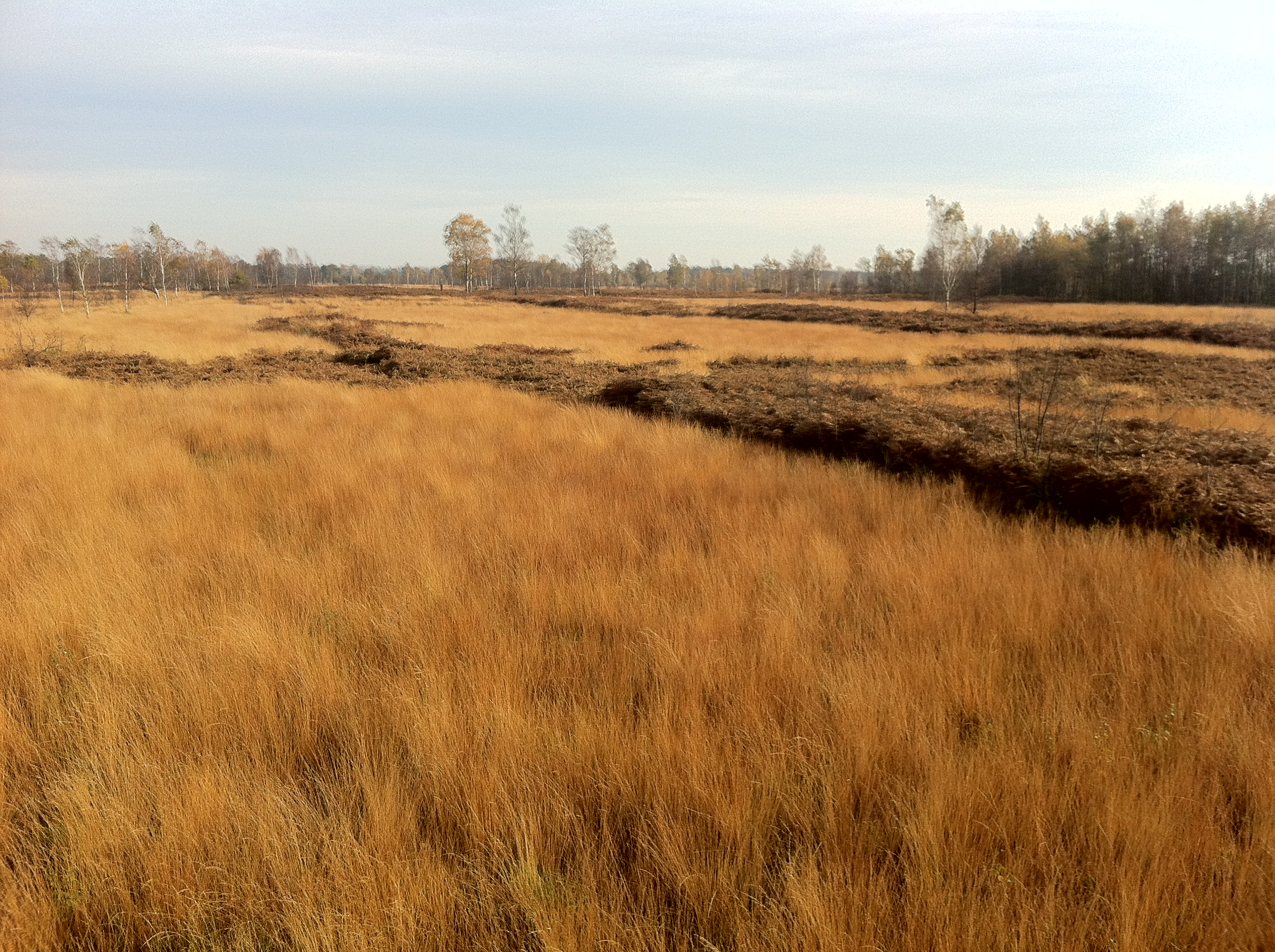
Het Aamsveen in de herfst
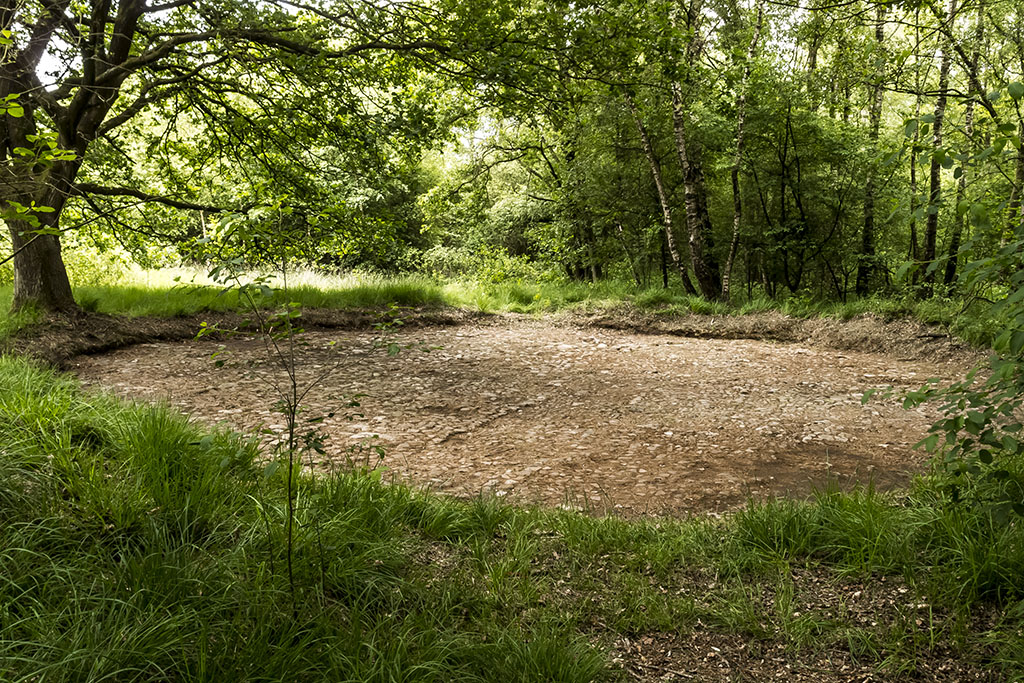
Kluundel in het Aamsveen
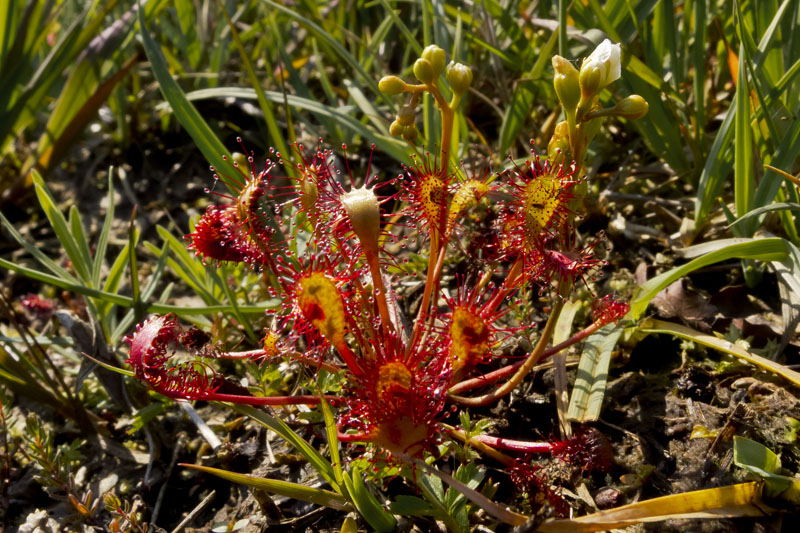
Zonnedauw in het Aamsveen
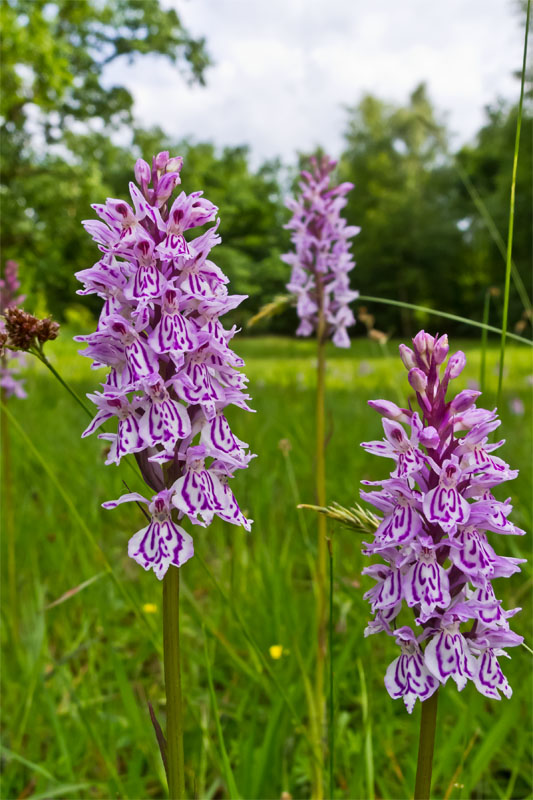
Bosorchis in het Aamsveen
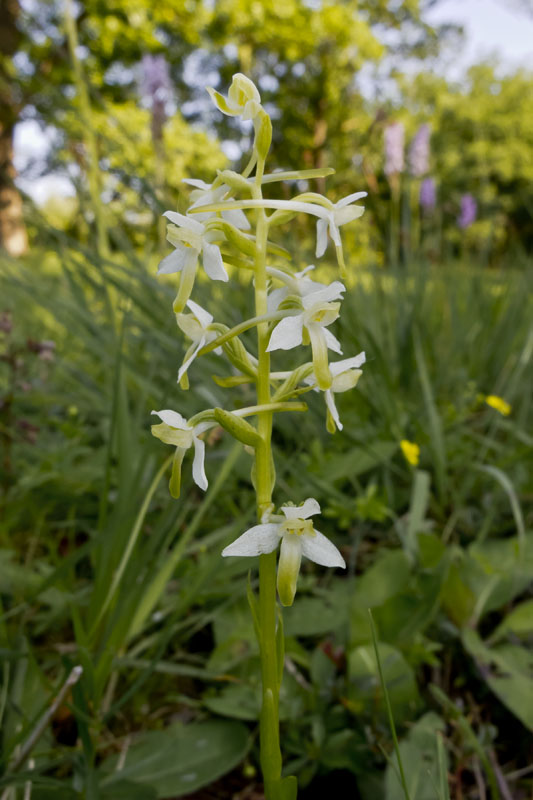
Welriekende Nachtorchis in het Aamsveen
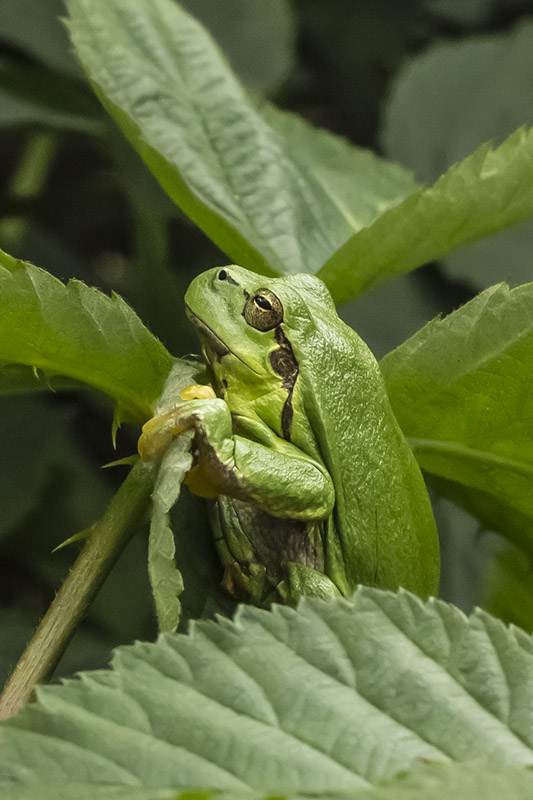
Boomkikker in het Aamsveen
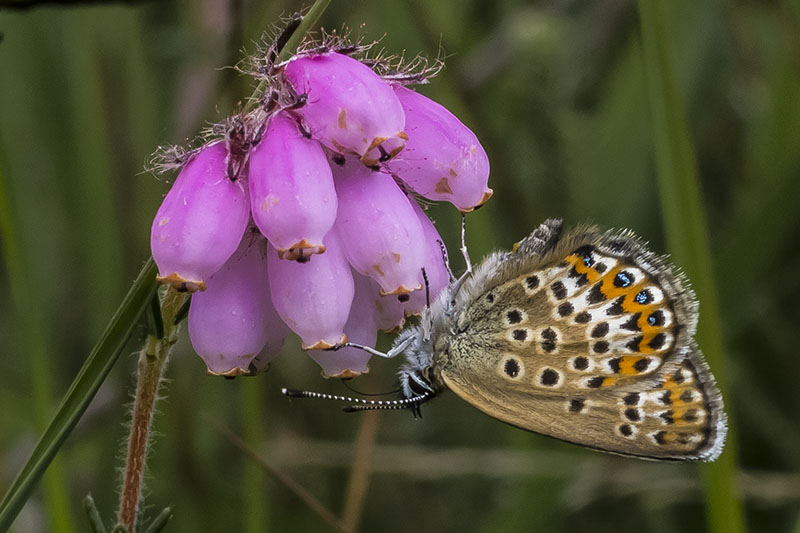
Heideblauwtje in het Aamsveen
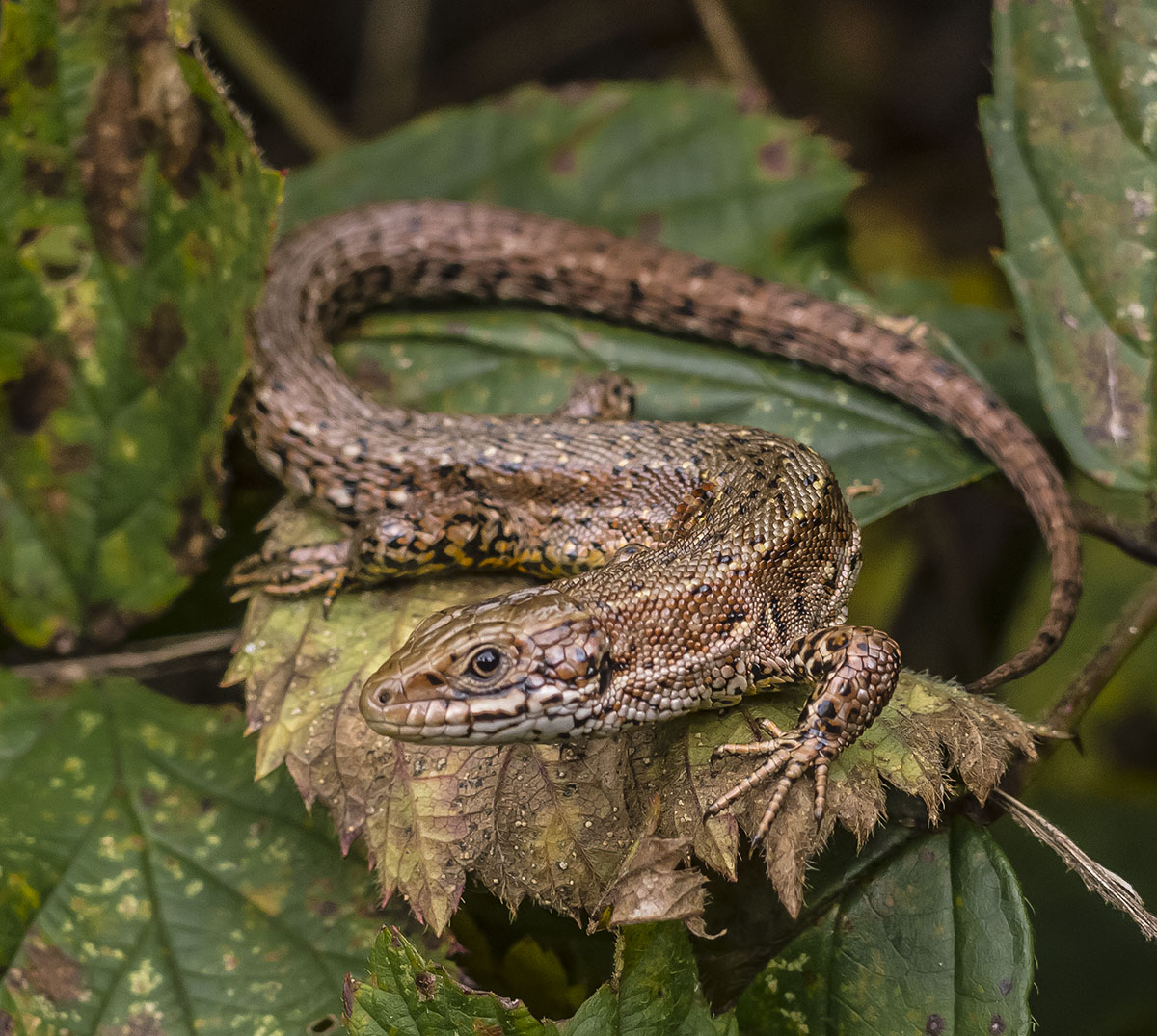
Levendbarende hagedis in het Aamsveen

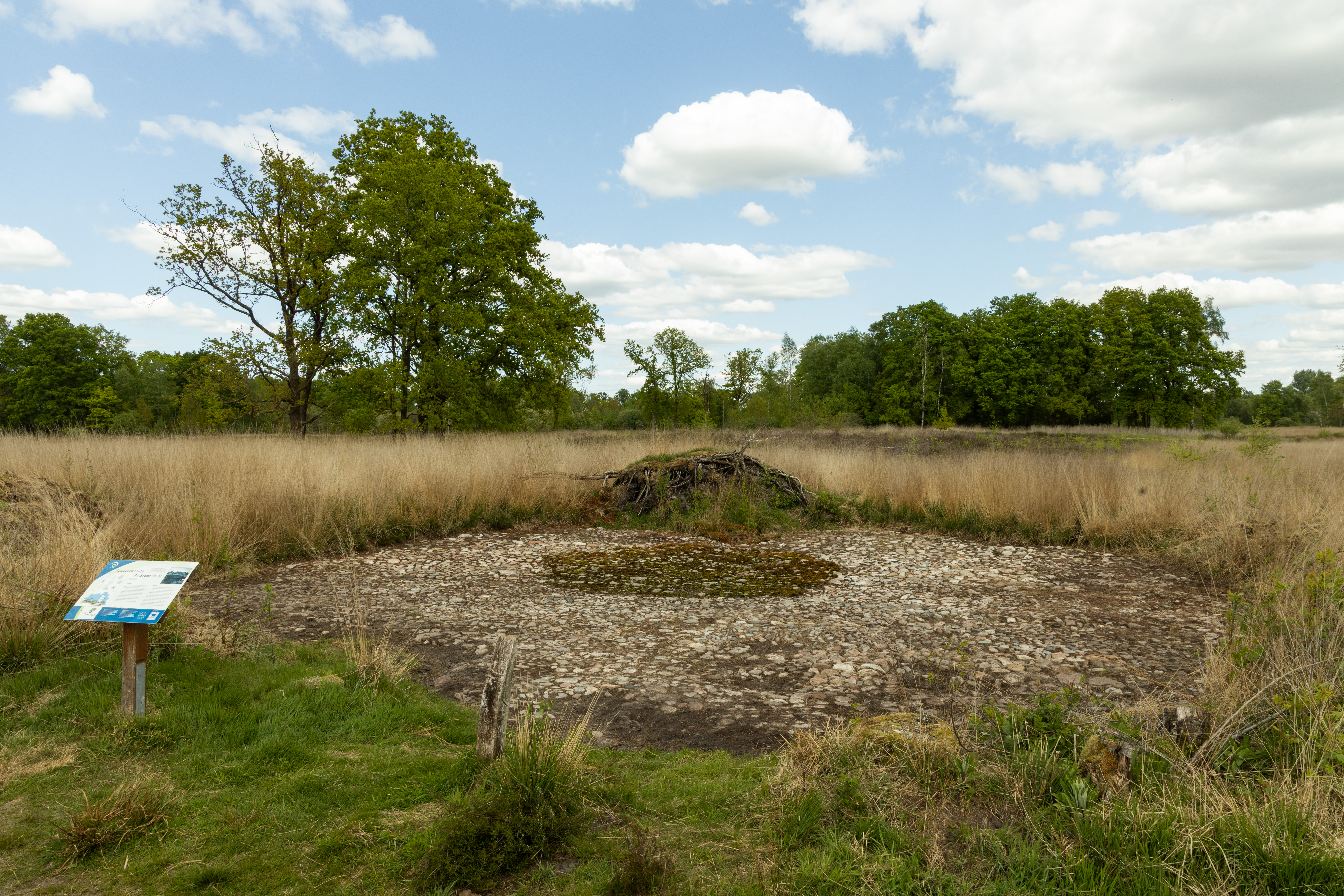
Kluundel in het Aamsveen na reconstructie in 2024

Aamsveen (gebiedsnummer 55)
· Abdij Lilbosch & voormalig Klooster Mariahoop (151)
· Abtskolk & De Putten (162)
· Achter de Voort, Agelerbroek & Voltherbroek (47)
· Arkemheen (56) 
· Bakkeveense Duinen (17)
· Bargerveen (33)
· Bekendelle (63)
· Bemelerberg & Schiepersberg (156)
· Bergvennen & Brecklenkampse Veld (46)
· Biesbosch (112)
· Binnenveld (voorheen Bennekomse Meent) (65)
· Boddenbroek (52)
· Het Bossche Broek (132)
· Boetelerveld (41)
· Boezems Kinderdijk (106)
· Borkeld (44)
· Boschhuizerbergen (144)
· Botshol (83)
· Brabantse Wal (128)
· Broekvelden, Vettenbroek & Polder Stein (104)
· Bruine Bank (168)
· Brunssummerheide (155)
· Bunder- en Elslooërbos (153)
· Buurserzand & Haaksbergerveen (53)
· Canisvlietse Kreek (125)
· Coepelduynen (96)
· De Bruuk (69)
· Deelen (14)
· De Alde Feanen (13)
· De Wilck (102)
· Deurnsche Peel & Mariapeel (139) 
· Dinkelland (49)
· Doggersbank (164)
· Donkse Laagten (107)
· Drents-Friese Wold & Leggelderveld (27)
· Drentsche Aa-gebied (25)
· Drouwenerzand (26)
· Duinen Ameland (5) 
· Duinen Den Helder-Callantsoog (84)
· Duinen en Lage Land Texel (2) 
· Duinen Goeree & Kwade Hoek (101) 
· Duinen Schiermonnikoog (6) 
· Duinen Terschelling (4) 
· Duinen Vlieland (3) 
· Dwingelderveld (30)
· Eemmeer & Gooimeer Zuidoever (77)
· Eilandspolder (89)
· Elperstroomgebied (28)
· Engbertsdijksvenen (40) 
· Fochteloërveen (23)
· Friese Front (166)
· Gelderse Poort (67)
· Geleenbeekdal (154)
· Geuldal (157)
· Grensmaas (152)
· Grevelingen (115)
· Groot Zandbrink (80)
· Groote Gat (124)
· Groote Peel (140) 
· Groote Wielen (9)
· Haringvliet (109)
· Holtingerveld (29)
· Hollands Diep (111)
· IJsselmeer (72)
· Ilperveld, Varkensland, Oostzanerveld & Twiske (92)
· Kampina & Oisterwijkse Vennen (133)
· Kempenland-West (135)
· Kennemerland-Zuid (88)
· Ketelmeer & Vossemeer (75)
· Klaverbank (165)
· Kolland en Overlangbroek (81)
· Kop van Schouwen (116)
· Korenburgerveen (61)
· Krammer-Volkerak (114)
· Kunderberg (158)
· Landgoederen Brummen (58)
· Landgoederen Oldenzaal (50)
· Langstraat (130)
· Lauwersmeer (8)
· Leekstermeergebied (19)
· Leenderbos, Groote Heide & De Plateaux (136)
· Lemselermaten (48)
· Lepelaarplassen (79)
· Leudal (147)
· Liefstinghsbroek (21)
· Lingegebied en Diefdijk Zuid (70)
· Loevestein, Pompveld & Kornsche Boezem (71)
· Lonnekermeer (51)
· Leemkuilen (131)
· Loonse en Drunense Duinen (131)
· Maasduinen (145)
· Maas bij Eijsden (167)
· Manteling van Walcheren (117)
· Mantingerbos (31)
· Mantingerzand (32)
· Markermeer & IJmeer (73)
· Markiezaat (127)
· Meijendel & Berkheide (97)
· Moerputten (132)
· Meinweg (149)
· Naardermeer (94)
· Nieuwkoopse Plassen & De Haeck (103)
· Noorbeemden & Hoogbos (161)
· Noordhollands Duinreservaat (87)
· Noordzeekustzone (7) 
· Norgerholt (22)
· Oeffelter Meent (141)
· Olde Maten & Veerslootslanden (37)
· Oostelijke Vechtplassen (95)
· Oosterschelde (118)
· Oostvaardersplassen (78)
· Oude Maas (108)
· Oudegaasterbrekken, Fluessen en omgeving (10)
· Oudeland van Strijen (110)
· Polder Westzaan (91)
· Polder Zeevang (93)
· Regte Heide & Riels Laag (134)
· Roerdal (150)
· Rottige Meenthe & Brandemeer (18)
· Sallandse Heuvelrug (42)
· Sarsven en De Banen (146)
· Savelsbos (160)
· Schoorlse Duinen (86)
· Sint-Jansberg (142)
· Sint Pietersberg & Jekerdal (159)
· Sneekermeergebied (12)
· Solleveld & Kapittelduinen (99)
· Springendal & Dal van de Mosbeek (45)
· Stelkampsveld (60)
· Strabrechtse Heide & Beuven (137)
· Swalmdal (148)
· Teeselinkven (59)
· Uiterwaarden IJssel (38)
· Uiterwaarden Lek (82)
· Uiterwaarden Neder-Rijn (66)
· Uiterwaarden Waal (68)
· Uiterwaarden Zwarte Water en Vecht (36)
· Ulvenhoutse Bos (129)
· Van Oordt's Mersken (15)
· Vecht- en Beneden-Reggegebied (39)
· Veerse Meer (119)
· Veluwe (57)
· Veluwerandmeren (76)
· Vlakte van de Raan 163)
· Vlijmens Ven (132)
· Vogelkreek (126)
· Voordelta (113) 
· Voornes Duin (100) 
· Waddenzee (1) 
· Weerribben (34)
· Weerter- en Budelerbergen & Ringselven (138)
· Westduinpark & Wapendal (98)
· Westerschelde & Saeftinghe (122)
· Wieden (35)
· Wierdense Veld (43)
· Wijnjeterper Schar (16)
· Willinks Weust (62)
· Witte en Zwarte Brekken (11)
· Witte Veen (54)
· Witterveld (24) 
· Wooldse Veen (64)
· Wormer- en Jisperveld & Kalverpolder (90)
· Yerseke en Kapelse Moer (121)
· Zeldersche Driessen (143)
· Zoommeer (120)
· Zouweboezem (105)
· Zuidlaardermeergebied (20)
· Zwanenwater & Pettemerduinen (85)
· Zwarte Meer (74)
· Zwin & Kievittepolder (123)